# Walt Budko
Walter "Walt" Budko Jr. (30 de julho de 1925 — 25 de maio de 2013) foi um jogador norte-americano de basquete profissional que disputou quatro temporadas na National Basketball Association (NBA). Foi selecionado pelo Baltimore Bullets como a sexta escolha geral no draft da BAA (hoje NBA) em 1948. Disputou 253 partidas na BAA/NBA pelos Bullets (1948–51) e pelo Philadelphia Warriors.
Atuou como treinador dos Bullets na NBA de 1950 a 1951.